# باریکه پاناما

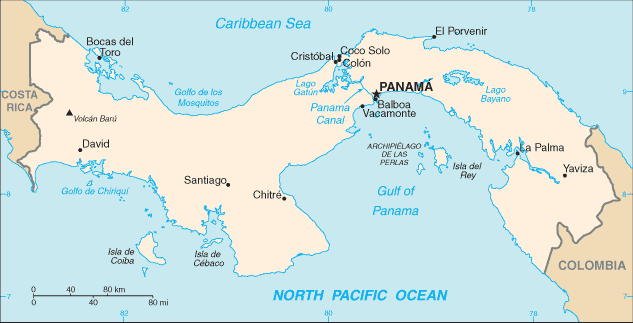
باریکهٔ پاناما در نقشه

باریکهٔ پاناما (به اسپانیایی: Istmo de Panamá) نام باریکه‌ای خاکی در آمریکای مرکزی است که از مرز کاستاریکا (در غرب) تا مرز کلمبیا (در شرق)، ۶۴۰ کیلومتر امتداد می‌یابد. این سرزمین، به عنوان باریک‌ترین قسمت قارهٔ آمریکا (بین ۵۰ تا ۲۰۰ کیلومتر عرض)، آمریکای شمالی را به آمریکای جنوبی متصل‌کرده و دریای کارائیب (در امتداد اقیانوس اطلس) را از خلیج پاناما (در امتداد اقیانوس آرام) جدا می‌سازد. باریکهٔ پاناما، تمامی کشور پاناما و کانال پاناما را در بر می‌گیرد.